# スティーヴン・ジェラード
スティーヴン・ジョージ・ジェラード（Steven George Gerrard MBE, 1980年5月30日 - ）は、イングランド・マージーサイド州ウィストン出身の元サッカー選手、現サッカー指導者。元イングランド代表。現役時代のポジションはミッドフィールダー。

## クラブ経歴

### リヴァプールFC

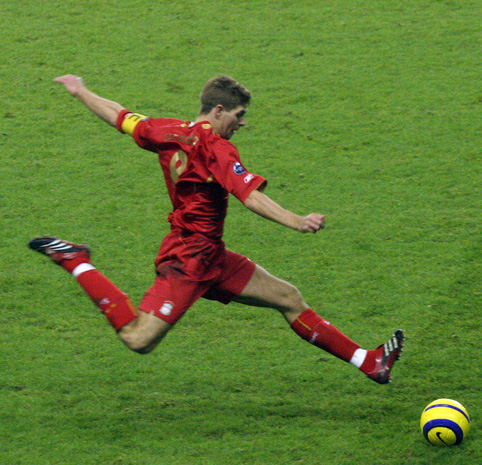
フリーキックを蹴るジェラード

幼少の頃からリヴァプールFCのアカデミー（下部組織）で才能を磨き、1998-99シーズン、11月29日にブラックバーン戦で僅かな出場時間ながらトップチームデビューを飾る。デビュー当初は右サイドバックとしてプレー。その後、ポジションをセンターハーフにコンバートされる。1999-00シーズン、12月5日のシェフィールド・ウェンズデイ戦にて初ゴールを決めた。
2000-01シーズン、リヴァプールのレギュラーとして活躍。ジェラール・ウリエ監督の下、UEFAカップ、FAカップ、リーグカップの三冠達成に貢献した。リーグカップの決勝マンチェスター・ユナイテッド戦では先制点を決めて優勝に貢献、またUEFAカップ決勝のアラベス戦では、リヴァプールの2点目を決め優勝に貢献した。
2002-03シーズン、2003年5月11日のプレミアリーグ最終節チェルシー戦では、勝った方が4位でUEFAチャンピオンズリーグ出場権獲得という状況の試合であったにも関わらず試合中にレッドカードを貰い、1-2で敗れて5位に終わりチャンピオンズリーグ出場を逃した。
2003-04シーズン途中にサミ・ヒーピアからキャプテンを引き継ぐと秘めたるポテンシャルが一気に開花。同シーズンもチャンピオンズリーグ出場権を争う位置にいたが、シーズン終盤の大活躍によって最終節を待たずして4位を決め、前年の汚名を返上。シーズン後にエースのマイケル・オーウェンがレアル・マドリードへ移籍し、一時はジェラード自身にもチェルシー移籍の話が持ち上がったが、記者会見で残留を明言した。
2004-05シーズン、UEFAチャンピオンズリーグにおいて、グループステージで敗退すればチェルシーへの移籍が決まりかけていたが、グループステージ突破には2点差以上の勝利が義務付けられた最終戦のオリンピアコス戦で、試合終了間際にミドルシュートを決め3-1とし、逆転でチームを決勝トーナメントへ導く。決勝トーナメントでは得点こそなかったものの、チームを決勝戦へと進出させた。決勝のACミラン戦では3-0のビハインドを覆す逆転優勝のきっかけとなるヘディングシュートを決め、その後チームは同点に追いつき、PK戦の末ミランを下し、リヴァプールに5回目となるチャンピオンズカップトロフィーをもたらした。これらの活躍によりUEFA年間最優秀選手を受賞。また、このシーズン終了時に再びチェルシーへの移籍が報道されたが、チームへの残留を決めた。
2005-06シーズン、チャンピオンズリーグ予備予選のTNS戦第1戦ではハットトリック。2戦でも2得点の活躍を見せた。2005年末には、日本開催のFIFAクラブワールドカップ準決勝サプリサ戦では強烈なボレーシュートでゴールを決めたが、決勝でサンパウロに敗れ、リヴァプールは準優勝に終わった。FAカップ決勝のウェストハム戦では、同点弾を含む2ゴールを挙げる活躍を見せ、チームにFAカップをもたらした。初のPFA年間最優秀選手賞を受賞。
2006-07シーズンは2年ぶりとなるUEFAチャンピオンズリーグ決勝進出に貢献したが、決勝では2年前と同じ相手ACミランに1-2と敗れた。
2007-08シーズン、FAカップ3回戦のルートン・タウン戦でハットトリックを達成した。チャンピオンズリーグではグループステージ、10月24日のベシクタシュ戦からラウンド16、インテル戦のファーストレグまで5試合連続ゴールを決め、準決勝まで進出したが、チェルシーに延長戦の末、2戦合計で3-4と競り負け、3度目の決勝進出を逃した。
2008-09シーズン、UEFAチャンピオンズリーグのPSV戦において、自身100ゴール目となるフリーキックを決めた。2009年3月22日、アストン・ヴィラ戦で、プレミアリーグでは初のハットトリックを達成した。ポジションを少し上げたことにより得点力が増し、自身キャリアハイの16ゴールをマーク。リーグ得点ランクは3位となり、チーム得点王となった。
2009-10シーズン、チームの不振により、ジェラード自身も度重なるケガに悩まされた。春先になりチームと共に調子を上げたものの及ばず、リヴァプールは7位に終わった。
2010-11シーズン、UEFAカップ、グループステージ11月4日、ナポリ戦でハットトリックを達成した。
2011-12シーズン、カーディフ・シティを決勝で破り、リーグカップの獲得に貢献した。また3月13日のリーグ戦、エヴァートン戦でハットトリックを達成した。
2013-14シーズン、2013年10月19日のニューカッスル戦でPKを決めてプレミアリーグ通算100ゴールを達成した。シーズン中、13ゴール13アシストを記録、ルイス・スアレス、ダニエル・スターリッジと共にプレミアリーグ発足後リヴァプールは初の優勝にあと一歩で手が届くところまでチームを導いたが、最終盤のチェルシー戦でジェラード自身のスリップから決勝点を献上し、2位に転落し優勝を逃したが、優勝争いの原動力となる活躍でPFA年間ベストイレブンに選出された。
2014-15シーズン、2015年1月2日、2014-15シーズン終了後にリヴァプールを退団すると発表。翌日にメジャーリーグサッカーのクラブに加入することを明らかにした。2015年2月4日、FAカップ4回戦のボルトン戦に出場し、イアン・キャラハン、ジェイミー・キャラガーに次いでクラブ史上3人目となる通算700試合出場を達成した。4月25日のウェスト・ブロム戦でリーグ戦500試合出場を達成。第35節のQPR、第36節のチェルシー戦で連続ゴールを記録。最終節のストーク戦では1-6と大敗したが、ジェラードは70分にプレミアリーグでのラストゴールを決めた。

### ロサンゼルス・ギャラクシー
2015年1月7日、メジャーリーグサッカーのロサンゼルス・ギャラクシーに7月から加入することが発表された。ロサンゼルス・ギャラクシーでも背番号は8番であることも発表された。7月3日、ロサンゼルス・スタブハブ・センターに到着。メディカルチェックを受けた。同年7月7日より公式にLAギャラクシーでの練習を開始し、同日10:00には入団記者会見も開催される。また新天地でのデビューに向けて意気込みを語った。2015年7月18日、サンノゼ・アースクエイクス戦にてデビューすると、その試合でゴールを決めただけでなく2つのアシストも決めた。
2016年11月6日、MLSカップのプレーオフ準々決勝、コロラド・ラピッズ戦2ndレグでPK戦の末チームは敗れ、11月15日、同年シーズンをもってLAギャラクシーを退団することが発表された。2016年11月24日、現役引退を表明した。ラストシーズンのレギュラーシーズンでは怪我で21試合の出場ながら11アシストを決めた。

## 代表経歴

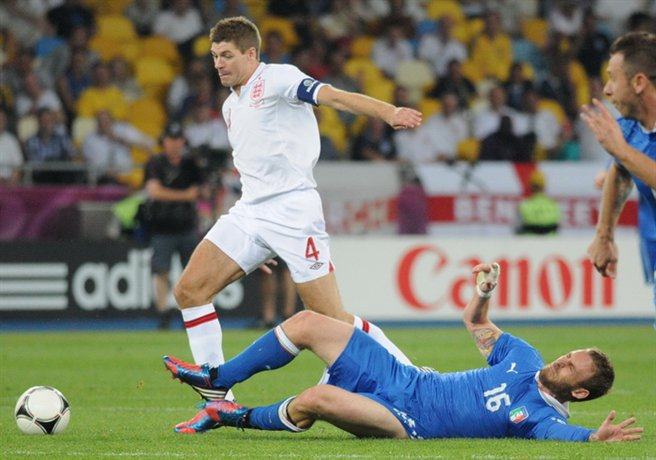
EURO 2012準々決勝イタリア戦、ダニエレ・デ・ロッシとのマッチアップ

2000年5月31日のウクライナとの親善試合で代表デビュー、同年の2000年6月UEFA EURO 2000に出場した。
2001年、日韓ワールドカップ予選のドイツ戦で代表初ゴールを記録。
2002年、日韓ワールドカップ、スヴェン＝ゴラン・エリクソン監督のプラン上、キープレーヤーであったが、同年のイプスウィッチ戦で負傷、手術を受け、出場出来なかった。
2004年、UEFA EURO 2004に出場、スイス戦でゴールを決めた。
2006年、ドイツワールドカップに出場、グループリーグ第1戦のトリニダード・トバゴ、第3戦のスウェーデン戦でゴールを挙げる活躍をしたが、準々決勝のポルトガル戦のPK戦ではPKを失敗、イングランドも敗退した。
2010年、南アフリカワールドカップに出場、大会直前の練習で代表主将のリオ・ファーディナンドが負傷離脱したため、副主将であるジェラードが主将を務め、1次リーグ初戦アメリカ戦で先制ゴールを決めたが、その直後にGKのロバート・グリーンがアメリカ代表デンプシーのシュートをトンネルでこぼしてしまい同点のまま試合は終了した。グリーンは自身のミスについて「僕のせいだ。」と語っていたがジェラードは「彼の失点はボールが影響した。あんなボールじゃなかったらグリーンはミスをしなかった。」大会で使用されたジャブラニを酷評しつつリーンを擁護した。その後も優勝候補に挙げられながらも、決勝トーナメント1回戦では、ランパードのミドルシュートからのゴールが認められなかった誤審も影響し1-4とドイツ代表に敗れた。
2012年、UEFA EURO 2012に出場、グループリーグの3試合でいずれもアシストを決め、決勝トーナメント進出に貢献したが、準々決勝でイタリアにPKの末敗れた。2012年11月15日のスウェーデン代表との試合で代表キャップ数100を達成した。
2014年、ブラジルワールドカップ出場。2大会連続で主将を務めたが、グループリーグで敗退、大会後の同年7月に代表引退を表明した。

## 指導者経歴
2017年1月20日、古巣リヴァプールのアカデミーコーチに就任した。2017年4月27日、2017-18シーズンよりアカデミーのU-18カテゴリーの監督に就任することが発表された。
2018年5月4日、スコットランドのレンジャーズFCの監督に就任することが発表された。2020-21シーズン、ライバルチームであるセルティックのリーグ9連覇を阻み、スコティッシュ・プレミアシップ優勝を成し遂げ、これが監督としての初タイトルとなった。
2021年11月11日、レンジャーズとの契約を解除し、ディーン・スミスの後任としてアストン・ヴィラFC監督に就任。2022年10月20日に解任された。

## エピソード
- 1989年4月15日に発生した、イングランドサッカー史上最悪の事故であるヒルズボロの悲劇の犠牲者のうちの最年少の者（10歳）は、当時9歳であったジェラードの従兄弟である[47]。
- リヴァプールの元チームメイトであるジェイミー・キャラガーやマイケル・オーウェンとは、リヴァプールのアカデミー時代からの親友である。
- 極度の潔癖症で一日に最低15回は手を洗う[48]。
- 2008年12月29日午前2時半ごろ、英国北西部のサウスポートで暴行の容疑で逮捕された。本人は否定をし、また、ノースセフトンの治安判事裁判所はジェラードの身体的暴行はなかったとの裁定を下し、結果として暴行容疑は取り下げとなった[49]。
- 2014年6月、アメリカの経済誌フォーブスは世界のアスリートの年収を公表した。ジェラードの年収は1870万ドル（約19億円）であり、世界のアスリートの中で86位。サッカー選手の中では12位[50]。
- 2015年夏にリヴァプールからロサンゼルス・ギャラクシーに移籍し、アメリカでの生活をスタートさせた際に、「まさに今が最高だよ。5分ごとに立ち止まらなくては街中を歩けなかった状態から、ここでは"Z－lister（全くの無名な人、あるいはスターの地位から最も遠い人）"になったよ。良いことだし、気に入っている」と語っていた[51]。

## 個人成績
| クラブ         | シーズン | リーグ         | リーグ | リーグ | カップ | カップ | リーグカップ | リーグカップ | 国際大会 | 国際大会 | その他 | その他 | 通算 | 通算 |
| クラブ         | シーズン | ディビジョン   | 出場   | 得点   | 出場   | 得点   | 出場         | 得点         | 出場     | 得点     | 出場   | 得点   | 出場 | 得点 |
| -------------- | -------- | -------------- | ------ | ------ | ------ | ------ | ------------ | ------------ | -------- | -------- | ------ | ------ | ---- | ---- |
| リヴァプール   | 1998-99  | プレミアリーグ | 12     | 0      | 0      | 0      | 0            | 0            | 1        | 0        | —      | —      | 13   | 0    |
| リヴァプール   | 1999-00  | プレミアリーグ | 29     | 1      | 2      | 0      | 0            | 0            | —        | —        | —      | —      | 31   | 1    |
| リヴァプール   | 2000-01  | プレミアリーグ | 33     | 7      | 4      | 1      | 4            | 0            | 9        | 2        | —      | —      | 50   | 10   |
| リヴァプール   | 2001-02  | プレミアリーグ | 28     | 3      | 2      | 0      | 0            | 0            | 14       | 1        | 1      | 0      | 45   | 4    |
| リヴァプール   | 2002-03  | プレミアリーグ | 34     | 5      | 2      | 0      | 6            | 2            | 11       | 0        | 1      | 0      | 54   | 7    |
| リヴァプール   | 2003-04  | プレミアリーグ | 34     | 4      | 3      | 0      | 2            | 0            | 8        | 2        | —      | —      | 47   | 6    |
| リヴァプール   | 2004-05  | プレミアリーグ | 30     | 7      | 0      | 0      | 3            | 2            | 10       | 4        | —      | —      | 43   | 13   |
| リヴァプール   | 2005-06  | プレミアリーグ | 32     | 10     | 6      | 4      | 1            | 1            | 12       | 7        | 2      | 1      | 53   | 23   |
| リヴァプール   | 2006-07  | プレミアリーグ | 36     | 7      | 1      | 0      | 1            | 1            | 12       | 3        | 1      | 0      | 51   | 11   |
| リヴァプール   | 2007-08  | プレミアリーグ | 34     | 11     | 3      | 3      | 2            | 1            | 13       | 6        | —      | —      | 52   | 21   |
| リヴァプール   | 2008-09  | プレミアリーグ | 31     | 16     | 3      | 1      | 0            | 0            | 10       | 7        | —      | —      | 44   | 24   |
| リヴァプール   | 2009-10  | プレミアリーグ | 33     | 9      | 2      | 1      | 1            | 0            | 13       | 2        | —      | —      | 49   | 12   |
| リヴァプール   | 2010-11  | プレミアリーグ | 21     | 4      | 1      | 0      | 0            | 0            | 2        | 4        | —      | —      | 24   | 8    |
| リヴァプール   | 2011-12  | プレミアリーグ | 18     | 5      | 6      | 1      | 4            | 2            | —        | —        | —      | —      | 28   | 8    |
| リヴァプール   | 2012-13  | プレミアリーグ | 36     | 9      | 1      | 0      | 1            | 0            | 8        | 1        | —      | —      | 46   | 10   |
| リヴァプール   | 2013-14  | プレミアリーグ | 34     | 13     | 3      | 1      | 2            | 0            | —        | —        | —      | —      | 39   | 14   |
| リヴァプール   | 2014-15  | プレミアリーグ | 29     | 9      | 3      | 2      | 3            | 0            | 6        | 2        | —      | —      | 41   | 13   |
| リヴァプール   | 通算     | 通算           | 504    | 120    | 42     | 14     | 30           | 9            | 129      | 41       | 5      | 1      | 710  | 185  |
| LAギャラクシー | 2015     | MLS            | 13     | 2      | 1      | 0      | —            | —            | 0        | 0        | 1      | 0      | 15   | 2    |
| LAギャラクシー | 2016     | MLS            | 21     | 3      | 0      | 0      | —            | —            | 2        | 0        | 1      | 0      | 24   | 3    |
| LAギャラクシー | 通算     | 通算           | 34     | 5      | 1      | 0      | —            | —            | 2        | 0        | 2      | 0      | 39   | 5    |
| 総通算         | 総通算   | 総通算         | 538    | 125    | 43     | 14     | 30           | 9            | 131      | 41       | 7      | 1      | 749  | 190  |

1. ↑  UEFAスーパー杯
2. 1 2  FAコミュニティ・シールド
3. ↑  FIFAクラブ世界選手権
4. 1 2  MLSカッププレーオフ
5. ↑  CONCACAFチャンピオンズリーグ

## 代表歴

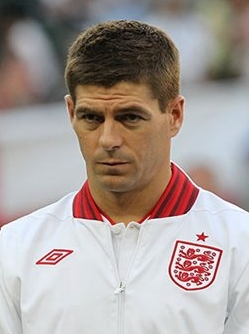
イングランド代表でのジェラード

### 出場大会
- イングランド代表
  - 2006 FIFAワールドカップ
  - 2010 FIFAワールドカップ
  - 2014 FIFAワールドカップ

### 試合数
- 国際Aマッチ 114試合 21得点（2000年-2014年）[52]

| イングランド代表 | 国際Aマッチ | 国際Aマッチ |
| 年               | 出場        | 得点        |
| ---------------- | ----------- | ----------- |
| 2000             | 2           | 0           |
| 2001             | 6           | 1           |
| 2002             | 5           | 1           |
| 2003             | 8           | 1           |
| 2004             | 10          | 2           |
| 2005             | 8           | 1           |
| 2006             | 13          | 4           |
| 2007             | 11          | 2           |
| 2008             | 7           | 2           |
| 2009             | 7           | 2           |
| 2010             | 12          | 3           |
| 2012             | 11          | 0           |
| 2013             | 8           | 2           |
| 2014             | 6           | 0           |
| 通算             | 114         | 21          |

### 得点
| #   | 開催年月日     | 開催地                                                     | 対戦国                 | スコア | 結果 | 試合概要                |
| --- | -------------- | ---------------------------------------------------------- | ---------------------- | ------ | ---- | ----------------------- |
| 1.  | 2001年9月1日   | ミュンヘン、ミュンヘン・オリンピアシュタディオン           | ドイツ                 | 1-2    | 1-5  | 日韓W杯・欧州予選       |
| 2.  | 2002年10月6日  | サウサンプトン、セント・メリーズ・スタジアム               | 北マケドニア           | 2-2    | 2-2  | EURO 2004予選           |
| 3.  | 2003年6月3日   | レスター、キング・パワー・スタジアム                       | セルビア・モンテネグロ | 1-0    | 2-1  | 親善試合                |
| 4.  | 2004年6月7日   | コインブラ、エスタディオ・シダーデ・デ・コインブラ         | スイス                 | 3-0    | 3-0  | EURO 2004               |
| 5.  | 2004年9月4日   | ウィーン、エルンスト・ハッペル・シュターディオン           | オーストリア           | 0-2    | 2-2  | ドイツW杯・欧州予選     |
| 6.  | 2005年3月30日  | ニューカッスル・アポン・タイン、セント・ジェームズ・パーク | アゼルバイジャン       | 1-0    | 2-0  | ドイツW杯・欧州予選     |
| 7.  | 2006年5月30日  | マンチェスター、オールド・トラッフォード                   | ハンガリー             | 1-0    | 3-1  | 親善試合                |
| 8.  | 2006年6月15日  | ニュルンベルク、フランケンシュタディオン                   | トリニダード・トバゴ   | 2-0    | 2-0  | ドイツW杯               |
| 9.  | 2006年6月20日  | ケルン、ラインエネルギーシュタディオン                     | スウェーデン           | 2-1    | 2-2  | ドイツW杯               |
| 10. | 2006年9月2日   | マンチェスター、オールド・トラッフォード                   | アンドラ               | 2-0    | 5-0  | EURO 2008予選           |
| 11. | 2007年3月28日  | バルセロナ、エスタディ・オリンピック・リュイス・コンパニス | アンドラ               | 1-0    | 3-0  | EURO 2008予選           |
| 12. | 2007年3月28日  | バルセロナ、エスタディ・オリンピック・リュイス・コンパニス | アンドラ               | 2-0    | 3-0  | EURO 2008予選           |
| 13. | 2008年5月28日  | ロンドン、ウェンブリー・スタジアム                         | アメリカ合衆国         | 2-0    | 2-0  | 親善試合                |
| 14. | 2008年10月15日 | ミンスク、ディナモ・スタジアム                             | ベラルーシ             | 1-0    | 3-1  | 南アフリカW杯・欧州予選 |
| 15. | 2009年9月9日   | ロンドン、ウェンブリー・スタジアム                         | クロアチア             | 2-0    | 5-1  | 南アフリカW杯・欧州予選 |
| 16. | 2009年9月9日   | ロンドン、ウェンブリー・スタジアム                         | クロアチア             | 4-0    | 5-1  | 南アフリカW杯・欧州予選 |
| 17. | 2010年6月12日  | ルステンブルク、ロイヤル・バフォケン・スタジアム           | アメリカ合衆国         | 1-0    | 1-1  | 南アフリカW杯           |
| 18. | 2010年8月11日  | ロンドン、ウェンブリー・スタジアム                         | ハンガリー             | 1-1    | 2-1  | 親善試合                |
| 19. | 2010年8月11日  | ロンドン、ウェンブリー・スタジアム                         | ハンガリー             | 2-1    | 2-1  | 親善試合                |
| 20. | 2013年9月6日   | ロンドン、ウェンブリー・スタジアム                         | モルドバ               | 1-0    | 4-0  | ブラジルW杯・欧州予選   |
| 21. | 2013年10月15日 | ロンドン、ウェンブリー・スタジアム                         | ポーランド             | 2-0    | 2-0  | ブラジルW杯・欧州予選   |

## 監督成績
2022年10月21日現在
| クラブ           | 国                 | 就任           | 退任           | 記録 | 記録 | 記録 | 記録 | 記録   |
| クラブ           | 国                 | 就任           | 退任           | 試   | 勝   | 分   | 敗   | 勝率   |
| ---------------- | ------------------ | -------------- | -------------- | ---- | ---- | ---- | ---- | ------ |
| レンジャーズ     | スコットランドの旗 | 2018年6月1日   | 2021年11月11日 | 193  | 125  | 42   | 26   | 064.77 |
| アストン・ヴィラ | イングランドの旗   | 2021年11月11日 | 2022年10月20日 | 40   | 13   | 8    | 19   | 032.50 |
| 合計             | 合計               | 合計           | 合計           | 233  | 138  | 50   | 45   | 059.23 |

## 記録
マージーサイド・ダービー通算10得点

## タイトル

### 選手時代

#### クラブ
リヴァプール
- FAカップ : 2000-01, 2005-06
- フットボールリーグカップ : 2000-01, 2002-03, 2011-12
- FAコミュニティ・シールド : 2006
- UEFAチャンピオンズリーグ : 2004-05
- UEFAカップ : 2000-01
- UEFAスーパーカップ : 2001

### 個人
- PFA年間最優秀若手選手賞 : 1回 (2001)
- UEFA年間最優秀選手 : 1回 (2004-05)
- PFA年間最優秀選手賞 : 1回 (2005-06)
- PFA ファン選出年間最優秀選手賞 : 2回 (2000-01, 2008-09)
- FWA年間最優秀選手賞 : 1回 (2009)
- PFA年間ベストイレブン : 8回 (2000-01, 2003-04, 2004-05, 2005-06, 2006-07, 2007-08, 2008-09, 2013-14)
- イングランド年間最優秀選手 : 2回（2007, 2012）
- リヴァプール年間最優秀選手 : 4回（2004, 2006, 2007, 2009）
- リヴァプールファン選出年間最優秀選手 : 2回（2005, 2007）
- FIFAクラブワールドカップ シルバーボール : 1回（2005）
- FIFA FIFPROワールドイレブン : 3回（2007, 2008, 2009）
- UEFAチーム・オブ・ザ・イヤー : 3回（2005, 2006, 2007）
- UEFAアルティメット・チーム・オブ・ザ・イヤー : 2019
- UEFA欧州選手権チーム・オブ・ザ・トーナメント : 1回（2012）
- ESM年間ベストイレブン : 1回（2008-09）
- プレミアリーグ月間最優秀選手 : 6回（2001年3月、2003年3月、2004年12月、2006年4月、2009年3月、2014年3月）
- プレミアリーグアシスト王 : 1回（2013-14）
- PFAメリット賞 : 2015年
- イングランドサッカー殿堂 : 2017年
- プレミアリーグ殿堂 : 2021年

### 指導者時代

#### クラブ
レンジャーズ
- スコティッシュ・プレミアシップ : 2020-21

#### 勲章
- 大英帝国勲章・MBE

## 指導歴
- リヴァプール
  - 2017年2月 - 6月、アカデミーコーチ
  - 2017年7月 - 2018年 U-18監督

- レンジャーズFC
  - 2018年6月 - 2021年11月監督

- アストン・ヴィラFC
  - 2021年11月 - 2022年10月監督

## 関連情報

### 著書
- 小林玲子 訳『君はひとりじゃない スティーヴン・ジェラード自伝』東邦出版、2016年4月。ISBN 978-4-8094-1387-2。